# NGC 4249
NGC 4249 este o galaxie lenticulară situată în constelația Fecioara. A fost descoperită în 26 mai 1864 de către Albert Marth. Se află la o distanță de 38,7 de megaparseci de Pământ.